# Бендзары
Бендзары́ (укр. Бендзари) — село, относится к Балтскому району Одесской области Украины.
Население по переписи 2001 года составляло 1040 человек. Почтовый индекс — 66150. Телефонный код — 4866. Занимает площадь 2,19 км². Код КОАТУУ — 5120681101.

## Местный совет
66150, Одесская обл., Балтский р-н, с. Бендзары

## Уроженцы села
В 1947 году в селе родился Герой Украины, украинский предприниматель в сфере сельского хозяйства Вадатурский, Алексей Афанасьевич.